# Cầu lông
Cầu lông hay vũ cầu là môn thể thao dùng vợt thi đấu giữa 2 vận động viên (đấu đơn) hoặc 2 cặp vận động viên (đấu đôi) trên 2 nửa của sân cầu hình chữ nhật được chia ra bằng tấm lưới ở giữa. Người chơi ghi điểm bằng cách đưa quả cầu qua lưới bằng vợt và chạm đất ở trong phần sân bên kia của đối thủ. Mỗi bên chỉ có 1 lần chạm cầu duy nhất để đưa cầu sang sân bên kia. Lượt cầu kết thúc khi quả cầu chạm đất, hoặc có lỗi do trọng tài chính hoặc trọng tài biên bắt; trường hợp không có trọng tài thì do tự người chơi bắt, vào bất cứ thời điểm nào trong lượt cầu đang đánh.
Quả cầu được làm bằng lông (hoặc nhựa, không dùng trong thi đấu) khi bay có những tính chất khí động học đặc trưng làm cho nó có cách bay lẫn đường bay khác hẳn với những quả bóng dùng trong các môn thể thao dùng vợt khác; cụ thể, lông cầu tạo ra lực cản vô cùng lớn, khiến quả cầu lông giảm tốc nhanh hơn rất nhiều so với quả bóng. Quả cầu lông có vận tốc cực đại cao hơn rất nhiều khi so sánh với các môn thể thao dùng vợt khác. Các vận động viên có thể thi đấu trong nhà hoặc ngoài trời đều được.
Từ năm 1992, cầu lông chính thức trở thành một trong các môn thể thao Olympic với 5 hạng mục thi đấu: đơn nam và đơn nữ, đôi nam và đôi nữ, đôi nam nữ (1 nam đánh cặp với 1 nữ). Ở cấp độ chuyên nghiệp, đặc biệt là đánh đơn, cầu lông đòi hỏi 1 thể lực cực tốt: vận động viên cần có sự nhanh nhẹn, sức khỏe tốt, tốc độ và sự chuẩn xác và sự quan sát tốt . Đây còn là môn thể thao có liên quan nhiều đến kỹ thuật, yêu cầu sự kết hợp tốt và sự phát triển các di chuyển phức tạp của cây vợt.

## Lịch sử phát triển

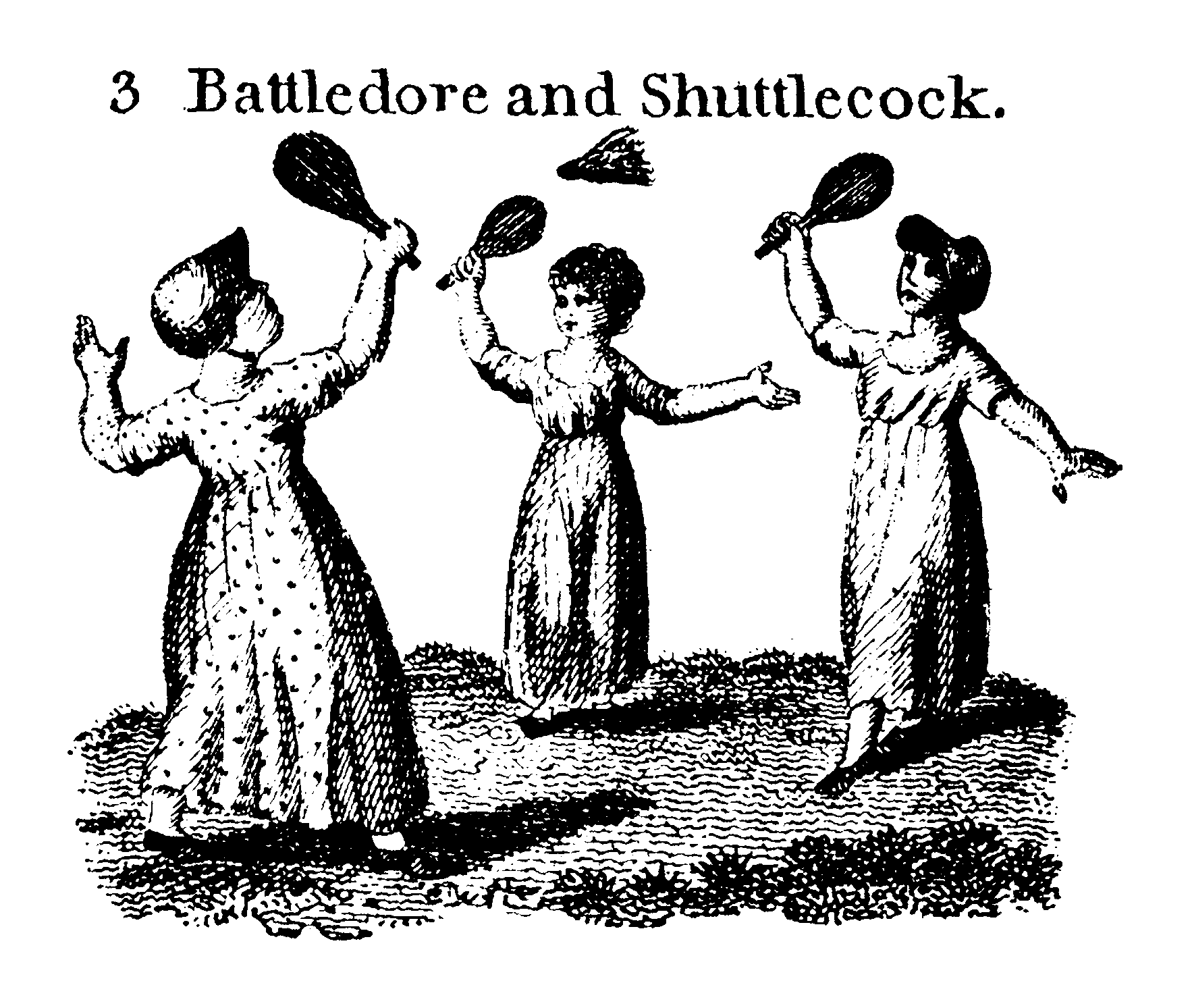
Battledore and shuttlecock (trò chơi cầu lông) năm 1804

Khởi nguồn của cầu lông có vết tích từ giữa thế kỷ 18 tại British India (vùng thuộc địa cũ của Anh bao gồm Ấn Độ và Myanma), do một sĩ quan quân đội Anh đóng ở Ấn Độ sáng tạo. Các bức ảnh đầu tiên cho thấy người Anh thêm cái lưới vào trò chơi cầu lông truyền thống của mình. Môn thể thao này có liên quan đến ball badminton, trò chơi dùng vợt và quả bóng bằng len màu vàng có nguồn gốc từ Tamil Nadu, và tương tự như trò Hanetsuki có nguồn gốc từ Nhật Bản. Trở nên rất phổ biến tại đơn vị đồn trú của quân Anh ở thị trấn Poona (nay là Pune), trò chơi còn biết đến với tên Poona. Năm 1867 thì người ta bắt đầu ghi lại thành văn các luật chơi. Ban đầu, quả bóng len đề cập tới ở ball badminton được tầng lớp thượng lưu yêu thích hơn khi trời gió hoặc ẩm ướt, nhưng đa số lại thích dùng quả cầu lông. Trò chơi được một sĩ quan về hưu đem về Anh nơi mà nó được phát triển và xây dựng luật chơi.

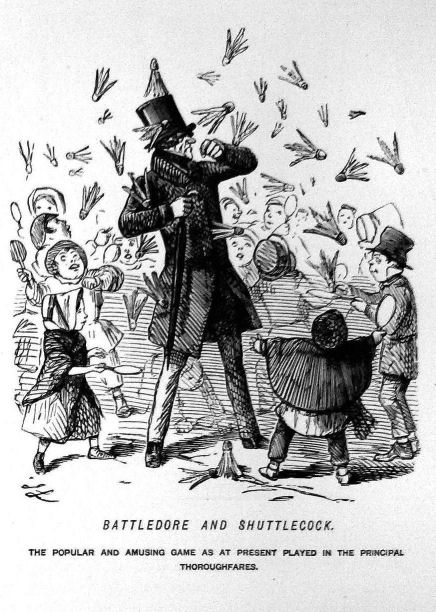
Trò chơi cầu lông. 1854, từ một bản lưu của John Leech Archive

Riêng Hanetsuki - đánh cầu kiểu Nhật là một trò chơi đánh cầu truyền thống vào đầu năm mới, sử dụng một chiếc vợt gỗ có dạng hình mái chèo được gọi là Hagoita và chiếc cầu làm bằng quả bồ hòn có màu đen, tròn và cứng. Trò chơi này bắt nguồn từ thời Heian, được chơi vào các ngày Tết ở Hoàng cung và sau đó được phổ biến rộng rãi. Vào giữa thời Edo, vợt Hagoita được trang trí rực rỡ và trở thành một món đồ mỹ nghệ thường được tặng cho con gái nhân dịp Tết đầu tiên.
Năm mới đầu tiên sau khi một đứa trẻ được sinh, để kỷ niệm sự kiện quan trọng của đứa bé này: người thân trong gia đình như ông bà, bố mẹ và họ hàng sẽ gửi tặng chiếc vợt Hagoita cho bé gái và một bộ cung tên Hamayumi(được làm phép có tác dụng trừ ma quỷ) cho bé trai. Hai vật này được người dân thời xưa quan niệm rằng sẽ đem lại may mắn và xua đuổi những điềm xấu trong dịp năm mới. Đi cùng với chiếc vợt Hagoita còn có cầu Hane, làm từ hạt quả bồ hòn có màu đen và gắn lông chim. Trong tiếng Nhật, quả bồ hòn được gọi là mukuroji, viết bằng chữ Hán với ý nghĩa “đứa trẻ không bị đau ốm”. Ngày xưa, mỗi khi bệnh dịch hoành hành người ta thường nghĩ nguyên nhân chính là do muỗi truyền bệnh. Vì vậy, khi chơi Hanetsuki, nhìn cầu Hane bay trên không khí giống như con chuồn chuồn bay và chuồn chuồn sẽ ăn muỗi, người ta nghĩ trò chơi đánh cầu lông sẽ như một điều giúp tránh được dịch bệnh.
Dần dần, Hagoita không chỉ được dùng để chơi Hanetsuki, mà còn được dùng như một món quà tặng hoặc vật trưng bày. Hagoita thường được bán tại các hội chợ truyền thống được tổ chức vào tháng 12 hàng năm. Tại Tokyo, Hagoita cũng được bán tại cái ngôi đền, du khách có thể mua để làm quà hoặc làm vật lưu niệm. Riêng với người Việt Nam, môn thể thao tương tự hanetsuki là trò đánh yến mà ngày nay chỉ dành cho những dân tộc thiểu số vùng cao Tây Bắc.
Dù có một điều rõ ràng là ngôi nhà Badminton House, ở vùng Gloucestershire, thuộc quyền sở hữu của Duke of Beaufort, đã nguồn gốc cho tên gọi của môn thể thao này, nhưng vẫn chưa có bằng chứng nào chỉ ra được khi nào và tại sao cái tên đó được chấp nhận và sử dụng rộng rãi. Vào đầu năm 1860, Isaac Spratt, một nhà buôn bán đồ chơi ở Luân Đôn, xuất bản trong một cuốn sách nhỏ, Badminton Battledore – a new game (cầu lông - trò chơi mới), nhưng không may là không còn bản lưu nào sót lại. Một bài viết năm 1863 trong tạp chí The Cornhill Magazine miêu tả cầu lông như là "battledore and shuttlecock played with sides, across a string suspended some five feet from the ground" (trò chơi cầu lông chơi trên sân chia đội, một sợi dây vắt ngang sân với độ cao 5 feet). Cách chơi này có nhiều sự nghi ngờ vì nguồn gốc du nhập từ Ấn Độ, dù trò chơi đã rất phổ biến ở đó vào thập niên 1870 và bộ luật đầu tiên được xây dựng ở Poonah năm 1873. Một nguồn tin khác ghi lại rằng vào năm 1877 tại Karachi Ấn Độ (lúc này vẫn là thuộc địa của Anh), có một số nỗ lực trong việc lập ra bộ luật hoàn chỉnh.
Đến đầu năm 1875, những cựu binh trờ về từ Ấn Độ lập ra một câu lạc bộ ở Folkestone. Đến năm 1887, môn thể thao này được chơi ở Anh theo các luật thi đấu phổ biến ở British India. Câu lạc bộ cầu lông xứ Bath đã tiêu chuẩn hóa bộ luật và làm cho trò chơi phù hợp với tư tưởng của người Anh. J.H.E. Hart đã xem xét lại các thay đổi cơ bản vào năm 1887 vào năm 1890 (lần này là cùng với Bagnel Wild). Năm 1893, Hiệp hội cầu lông Anh xuất bản bộ luật đầu tiên dựa theo những chỉnh sửa đó, tương tự với bộ luật hiện đại, và chính thức tổ chức một giải đấu trong nhà ở "Dunbar" số 6 Waverley Grove, Portsmouth, Anh vào ngày 13 tháng 9 năm đó.
Hiệp hội cầu lông quốc tế, ban đầu lấy tên là International Badminton Federation (IBF) hiện nay đổi thành Badminton World Federation (BWF), được thành lập năm 1934 với Canada, Đan Mạch, Anh, Pháp, Hà Lan, Ireland, New Zealand, Scotland, và xứ Wales là các thành viên sáng lập. India tham gia với tư cách là một chi nhánh vào năm 1936. Hiện nay BWF chi phối tất cả các hoạt động cầu lông trên thế giới và tổ chức các giải đấu quốc tế.
Ban đầu chỉ có chín thành viên sáng lập, giờ đây BWF có 149 thành viên, từ Aruba đến Zambia.
Tại các Thế vận hội 1972 và 1988, cầu lông mới chỉ được đưa vào như môn thể thao trình diễn.
Nhưng bắt đầu từ 1992, môn này trở thành môn thi đấu chính thức tại Olympic.
Trong kỳ thi đấu Olympic đầu tiên ấy, Indonesia thống trị đấu trường, giành huy chương vàng tại cả bốn môn và tổng cộng đoạt bảy huy chương. Huy chương vàng của Indonesia trong cầu lông cũng là huy chương vàng đầu tiên của họ tại Olympic.
Ở Atlanta 1996, Poul-Erik Hoyer-Larsen của Đan Mạch vô địch giải đơn nam, còn Bang Soo-Hyun của Nam Hàn đứng nhất đơn nữ.
Indonesia bảo vệ thành công tại giải đôi nam, trong lúc Trung Quốc nhất giải đôi nữ.
Bốn năm trước, Indonesia một lần nữa giành giải đôi nam, nhưng Trung Quốc vẫn giành nhiều huy chương vàng nhất.
Một trong những điều quyến rũ của cầu lông là trong hạng mục đôi nam nữ, hai phái có thể thi đấu với khả năng tương đối ngang ngửa nhau. Giải đôi nam nữ lần đầu tiên được đưa vào Olympic Sydney 2000.
Và hơn một thế kỷ sau khi giúp giới thiệu cầu lông ra thế giới, nước Anh mới giành được huy chương đồng giải đôi nam nữ với Simon Archer và Jo Goode.
Dù có khởi nguồn từ Anh, các nam vận động viên cầu lông đẳng cấp quốc tế ở châu Âu chủ yếu đến từ Đan Mạch. Mặt khác, các quốc gia châu Á lại chiếm ưu thế vượt trội. Indonesia, Hàn Quốc, Trung Quốc, và Malaysia cùng với Đan Mạch là các quốc gia đi đầu ở môn thể thao này trong vài thập niên vừa qua, với Trung Quốc hiện đang là nước dẫn đầu trong vài năm gần đây.

## Luật thi đấu cơ bản
Các thông tin dưới đây là tóm tắt những luật thi đấu cơ bản nhất dựa theo bộ luật do BWF xuất bản, Laws of Badminton.

### Sân thi đấu

Sân cầu lông tiêu chuẩn

Sân thi đấu hình chữ nhật và được ngăn đôi bằng tấm lưới. Các sân đấu thường có vạch kẻ cho cả hai nội dung thi đấu đơn và đôi, dù cho bộ luật tiêu chuẩn cho phép chỉ kẻ vạch cho một nội dung duy nhất. Sân cho nội dung đánh đôi rộng hơn sân cho nội dung đánh đơn, nhưng cả hai đều có cùng chiều dài. Khác biệt duy nhất, thường gây nhầm lẫn cho người mới chơi, chính là phạm vi phát cầu của nội dung đánh đôi có chiều dài ngắn hơn.
Chiều rộng tối đa của sân là 6,1 m (20 ft), và trong nội dung đánh đơn thì giảm xuống còn 5,18 m (17 ft). Tổng chiều dài sân là 13,4 m (44 ft). Phần sân phát cầu được giới hạn trong vạch chia giữa sân, biên phát cầu trên nằm cách lưới 1,98 m (6 ft 6 inch), và vạch biên tính điểm cùng biên phát cầu sau. Trong nội dung đánh đôi, phần biên phát cầu sau là vạch dài cách biên phát cầu sau của nội dung đánh đơn 0,76 m (2 ft 6 inch).
Mép trên lưới có độ cao là 1,55 m (5 ft 1 inch) ở biên và 1.524 m (5 ft) ở giữa. Cột chăng lưới nằm ở ngoài vạch biên tính điểm đôi, kể cả khi sân dùng cho nội dung đánh đơn.
Chiều cao tối thiểu cho trần của sân thi đấu không được đề cập trong luật thi đấu. Dù vậy, sân thi đấu bị xem là không phù hợp khi cầu có thể đụng trần lúc phát cầu cao.

### Quy định về giao cầu
Khi thực hiện giao cầu (hay còn được gọi là phát cầu), quả cầu phải vượt qua vạch giao cầu ngắn trên phần sân của đối phương, nếu không sẽ bị tính là lỗi giao cầu. Người giao cầu và người nhận cầu phải ở trong khu vực giao cầu của họ, không chạm vào đường biên cho đến khi cầu được phát đi. Hai người chơi còn lại có thể đứng ở bất cứ đâu họ muốn, miễn là họ không cản trở tầm nhìn của người giao và người nhận cầu.
Khi bắt đầu, người giao cầu và người nhận đứng ở các ô giao cầu đối diện nhau theo đường chéo. Người giao cầu đánh quả cầu để nó rơi xuống phần sân nhận cầu của đối thủ. Vị trí quả cầu khi tiếp xúc với vợt của người giao phải thấp hơn 1,15 mét (tính từ mặt sàn trở lên) và dưới thắt lưng của người đó.
Khi bên giao cầu bị mất điểm, quyền giao cầu sẽ ngay lập tức được chuyển cho đối thủ của họ. Ở nội dung đánh đơn, người giao cầu đứng ở phần sân giao cầu bên phải của họ khi số điểm của họ là chẵn và ở phần giao cầu bên trái khi số điểm của họ là số lẻ.
Trong đánh đôi, người chơi bên phát cầu sẽ phát cầu từ ô phát cầu bên phải khi bên họ chưa ghi điểm hoặc ghi được điểm chẵn trong ván đó. Người chơi bên phát cầu sẽ phát cầu từ ô phát cầu bên trái khi họ ghi được điểm lẻ trong ván đó, tương tự như đánh đơn. Vị trí giao và nhận cầu trên sân của 2 bên sẽ không thay đổi cho đến khi họ thắng một điểm mà quyền phát cầu đang thuộc về bên họ. Người chơi có quả phát cầu lần cuối trước đó của bên phát cầu sẽ giữ nguyên vị trí đứng mà từ ô đó người chơi này đã thực hiện lần phát cầu cuối và sẽ áp dụng tương tự cho bên nhận cầu.

### Quy định về thiết bị sử dụng trong thi đấu
Bộ luật cầu lông có quy định nghiêm ngặt về thiết kế và kích thước của vợt và quả cầu lông. Bộ luật còn cung cấp phương pháp để thử độ bay chính xác của quả cầu:

3.1Để kiểm tra quả cầu, dùng toàn lực phát cầu cao với điểm tiếp cầu nằm sau vạch biên cuối sân. Quả cầu được đánh theo phương hướng lên và song song với đường biên dọc.
3.2Quả cầu có độ bay tiêu chuẩn sẽ nằm trong khoảng từ 530 mm đến 990 mm cách đường biên cuối sân bên kia.

#### Vợt
1. Khung vợt có kích thước:

- Chiều dài: không vượt quá 680mm.
- Chiều rộng: không vượt quá 230mm.

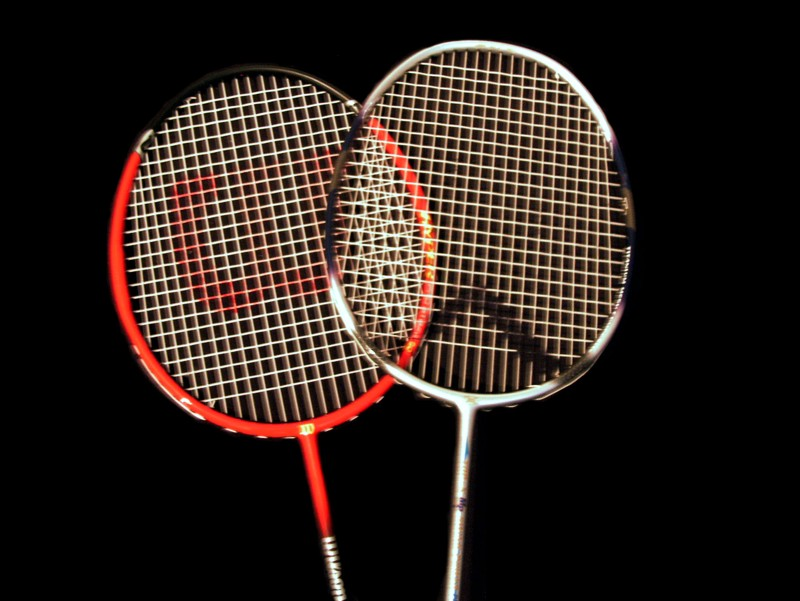
Vợt cầu lông

1. Cán vợt là phần của vợt mà VĐV cầm tay vào.
  1. Khu vực đan lưới là phần của vợt mà VĐV dùng để đánh cầu.
  2. Đầu vợt giới hạn khu vực đan dây.
  3. Thân vợt nối đầu vợt với cán vợt.
  4. Cổ vợt  nối thân vợt với đầu vợt.
2. Khu vực đan lưới:
  1. Phải bằng phẳng và gồm một kiểu mẫu các dây đan xen kẽ hoặc cột lại tại những nơi chúng giao nhau. Kiểu đan dây nói chung phải đồng nhất, và đặc biệt không được thưa hơn bất cứ nơi nào khác.
  2. Khu vực đan lưới không vượt quá 280mm tổng chiều dài và 220mm tổng chiều rộng. Tuy nhiên các dây có thể kéo dài vào một khoảng được xem là cổ vợt, miễn là:
    1. Chiều rộng của khoảng đan lưới nối dài này không vượt quá 35mm.
    2. Tổng chiều dài của khu vực đan lưới không vượt quá 330mm.
3. Vợt:
  1. Không được gắn thêm vào vợt vật dụng khác làm cho nhô ra, ngoại trừ những vật chỉ dùng đặc biệt để giới hạn hoặc ngăn ngừa trầy mòn hay chấn động, hoặc để phân tán trọng lượng hay để làm chắc chắn cán vợt bằng dây buộc vào tay VĐV, mà phải hợp lý về kích thước và vị trí cho những mục đích nêu trên.
  2. Không được gắn vào vật gì mà có thể giúp cho VĐV thay đổi cụ thể hình dạng của vợt.

### Các loại cầu Lông
Cầu lông có 2 loại là cầu lông thể dục và cầu lông thi đấu. Cầu lông thi đấu gồm 2 loại là đánh đơn và đánh đôi. Trong đó đánh đơn sẽ có đánh đơn nam và đánh đơn nữ, đánh đôi gồm có đánh đôi nam, đánh đôi nữ và đánh đôi nam nữ.
Cầu lông thể dục là hình thức phổ biến nhất hiện nay, được mọi lứa tuổi yêu thích. Chơi cầu lông có nhiều lợi ích tuyệt vời tới sức khỏe đã được các chuyên gia sức khỏe nghiên cứu và kiểm chứng: giúp rèn luyện và phát triển thể chất, rèn luyện tinh mắt, phản xạ nhanh, giúp xương chắc khỏe, hạn chế loãng xương, tăng chiều cao ở người đang phát triển, tác dụng tốt cho hệ thống tim mạch, kết nối người thân, bạn bè, tạo lập các mối quan hệ mới,….
Khác với cầu lông thể dục, cầu lông thi đấu sẽ thi đấu và tính điểm theo luật quy định của Liên đoàn Cầu lông thế giới (BWF). Các tay vợt luyện tập để thi đấu chuyên nghiệp, để đạt được các danh hiệu, huy chương và các phần thưởng danh giá.

### Quả cầu tiêu chuẩn

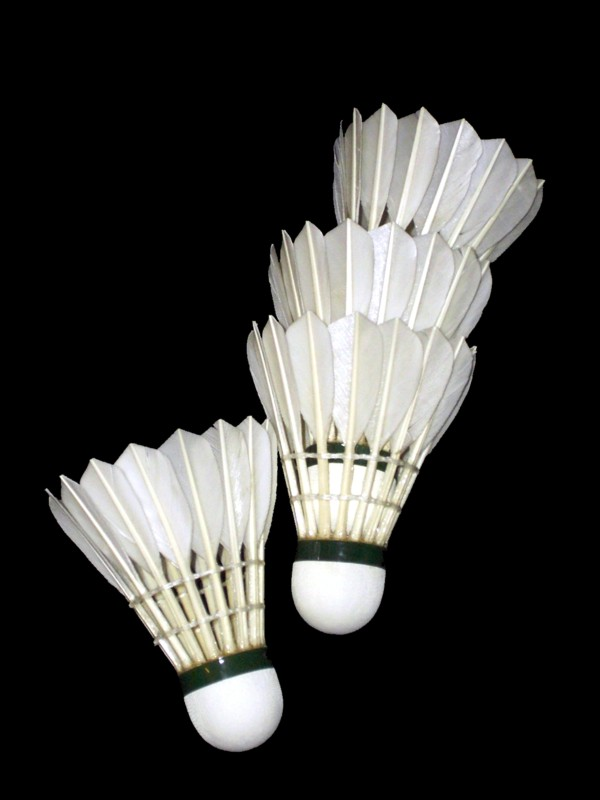
Quả cầu lông

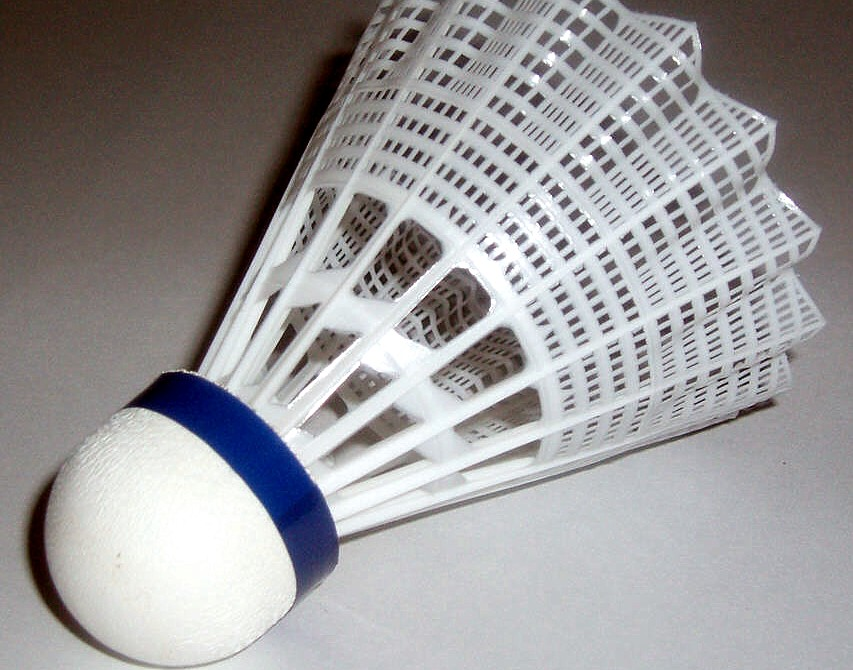
Quả cầu với phần tua cầu làm bằng chất liệu tổng hợp

1. Cầu được làm từ chất liệu thiên nhiên, hoặc tổng hợp. Cho dù quả cầu được làm từ chất liệu gì thì đặc tính đường hay tổng quát của nó phải tương tự với đường bay của quả cầu được làm từ chất liệu thiên nhiên có đế bằng Lie phủ một lớp da mỏng.
2. Cầu lông vũ:
  1. Quả cầu có 16 lông vũ gắn vào đế cầu.
  2. Các lông vũ phải đồng dạng và có độ dài trong khoảng 62mm đến 72mm tính từ lông vũ cho đến đế cầu.
  3. Đỉnh của các lông vũ phải nằm trên vòng tròn có đường kính từ 58mm đến 68mm.
  4. Các lông vũ được buộc lại bằng chỉ hoặc vật liệu thích hợp khác.
  5. Đế cầu có đường kính từ 25mm đến 28mm và đáy tròn.
  6. Quả cầu nặng từ 4,74 gram đến 5,50 gram.
3. Cầu không có lông vũ:
  1. Tua cầu, hay hình thức giống như các lông vũ làm bằng chất liệu tổng hợp, thay thế cho các lông vũ thiên nhiên.
  2. Đế cầu được mô tả ở Điều 1.5.
  3. Các kích thước và trọng lượng như trong các Điều 2.2, 2.3, và 2.6. Tuy nhiên, có sự khác biệt về tỷ lệ trọng và các tính năng của chất liệu tổng hợp so với lông vũ, nên một sai số tối đa 10% được chấp thuận.
4. Do không có thay đổi về thiết kế tổng quát, tốc độ và đường bay của quả cầu, nên có thể thay đổi bổ sung một số tiêu chuẩn trên với sự chấp nhận của Liên đoàn thành viên liên hệ, đối với những nơi mà điều kiện khí hậu phụ thuộc vào độ cao hay khí hậu làm cho quả cầu tiêu chuẩn không còn thích hợp nữa.
5. Lưu ý:quả cầu có thể ngâm nước khoảng 1h trước khi thi đấu.

#### Phát cầu
ĐÁNH ĐƠN:
1. Ô giao cầu và ô nhận cầu:
  1. Các VĐV sẽ giao cầu và nhận cầu từ trong ô giao cầu bên phải tương ứng của mình khi người giao cầu chưa ghi điểm hoặc ghi được điểm chẵn trong ván đó.
  2. Các VĐV sẽ giao cầu và nhận cầu từ trong ô giao cầu bên trái tương ứng của mình khi người giao cầu ghi được điểm lẻ trong ván đó.
2. Trình tự trận đấu và vị trí trên sân:

Trong pha cầu, quả cầu sẽ được đánh luân phiên bởi người giao cầu và người nhận cầu, từ bất kỳ vị trí nào phía bên phần sân của VĐV đó cho đến khi cầu không còn trong cuộc (Điều 15).
1. Ghi điểm và giao cầu:
  1. Nếu người giao cầu thắng pha cầu, người giao cầu sẽ ghi cho mình một điểm. Người giao cầu sẽ tiếp tục giao cầu từ ô giao cầu còn lại.
  2. Nếu người nhận cầu thắng cú nhận cầu từ bên kia , người nhận cầu sẽ ghi cho mình 1 điểm. Người nhận cầu lúc này trở thành người giao nhận cầu mới.

ĐÁNH ĐÔI:
1. Ô giao cầu và ô nhận cầu:

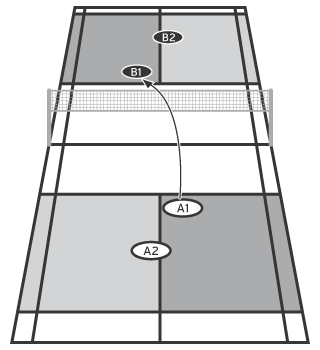
Luật giao cầu trong đánh đôi

  1. Một VĐV bên giao cầu sẽ giao cầu từ ô giao cầu bên phải khi bên họ chưa ghi điểm hoặc ghi được điểm chẵn trong ván đó.
  2. Một VĐV bên giao cầu sẽ giao cầu từ ô giao cầu bên trái khi họ ghi được điểm lẻ trong ván đó.
  3. VĐV có quả giao cầu lần cuối trước đó của bên giao cầu sẽ giữ nguyên vị trí đứng mà từ ô đó VĐV này đã thực hiện lần giao cầu cuối cho bên mình. Mô hình ngược lại sẽ được áp dụng cho đồng đội của người nhận cầu.
  4. VĐV của bên nhận cầu đang đứng trong ô giao cầu chéo đối diện sẽ là người nhận cầu.
  5. VĐV sẽ không thay đổi vị trí đứng tương ứng của mình cho đến khi họ thắng một điểm mà bên của họ đang nắm quyền giao cầu.
  6. Bất kỳ lượt giao cầu nào cũng được thực hiện từ ô giao cầu tương ứng với số điểm mà bên giao cầu đó có, ngoại trừ các trường hợp nêu ở Điều 12.
2. Thứ tự đánh cầu và vị trí trên sân: Sau khi quả giao cầu được đánh trả, cầu được đánh luân phiên bởi một trong hai VĐV của bên giao cầu và một trong hai VĐV của bên nhận cầu cho đến khi cầu không còn trong cuộc (Điều 15).
3. Ghi điểm và giao cầu:
  1. Nếu bên giao cầu thắng pha cầu, họ sẽ ghi cho mình một điểm. Người giao cầu tiếp tục thực hiện quả giao cầu từ ô giao cầu tương ứng còn lại.
  2. Nếu bên nhận cầu thắng pha cầu, họ sẽ ghi cho mình một điểm. Bên nhận cầu lúc này trở thành bên giao cầu mới.
4. Trình tự giao cầu: Trong bất kỳ ván nào, quyền giao cầu cũng được chuyển tuần tự:
  1. Từ người giao cầu đầu tiên khi bắt đầu ván đấu ở ô giao cầu bên phải.
  2. Đến đồng đội của người nhận cầu đầu tiên. Lúc này quả giao cầu được thực hiện từ ô giao cầu bên trái.
  3. Sang đồng đội của người giao cầu đầu tiên.
  4. Đến người nhận cầu đầu tiên.
  5. Trở lại người giao cầu đầu tiên, và cứ tiếp tục như thế.
5. Không VĐV nào được giao cầu sai phiên, nhận cầu sai phiên, hoặc nhận hai quả giao cầu liên tiếp trong cùng một ván đấu, ngoại trừ các trường hợp nêu ở Điều 12.
6. Bất kỳ VĐV nào của bên thắng ván cũng có thể giao cầu đầu tiên ở ván tiếp theo, và bất kỳ VĐV nào của bên thua ván cũng có thể nhận cầu đầu tiên ở ván tiếp theo.

## Kỹ thuật

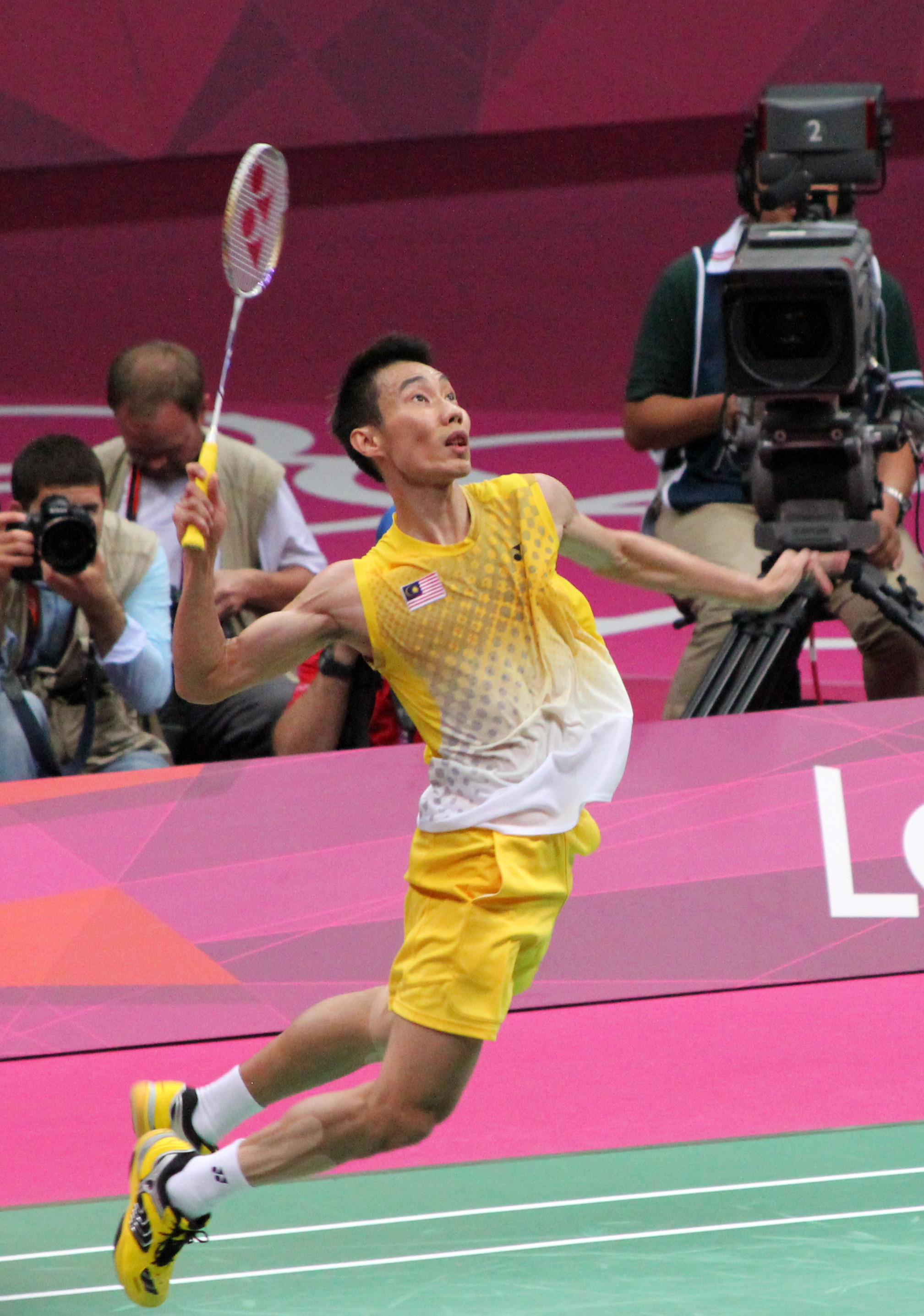
Vận động viên Malaysia Lee Chong Wei thực hiện cú đập cầu.

### Động tác
Cầu lông có nhiều động tác cơ bản và người chơi cần kỹ năng cao để thực hiện hiệu quả. Mỗi động tác có thể dùng forehand hoặc backhand. Bên forehand cùng bên với tay chơi: người thuận tay phải thì bên forehand là bên phải, bên backhand là bên trái. Động tác forehand dùng mặt trước của tay (như đánh bằng lòng bàn tay), trong khi động tác backhand dùng mặt sau của tay (như đánh bằng các khớp ngón tay). Người chơi thường sử dụng động tác backhand ở bên forehand và ngược lại.
Ở khu vực gần lưới và giữa sân, người chơi có thể thực hiện các động tác hiệu quả bằng cả forehand và backhand. Tuy nhiên, ở cuối sân, họ thường cố gắng sử dụng forehand nhiều nhất có thể, thường chọn cú đánh forehand overhead vòng qua đầu (một cú forehand từ bên backhand) thay vì cú backhand overhead. Cú backhand overhead có hai nhược điểm chính. Thứ nhất, người chơi phải xoay lưng về phía đối thủ, làm hạn chế tầm nhìn. Thứ hai, cú backhand overhead không mạnh bằng cú forehand vì khớp vai cho phép phạm vi chuyển động lớn hơn nhiều khi thực hiện cú forehand overhead. Cú đánh backhand clear được xem là khó nhất trong cầu lông vì cần kỹ thuật chính xác để tạo đủ lực cho cầu lông bay hết sân. Vì lý do này, các cú backhand smash thường yếu hơn.

### Vị trí của cầu lông và người nhận

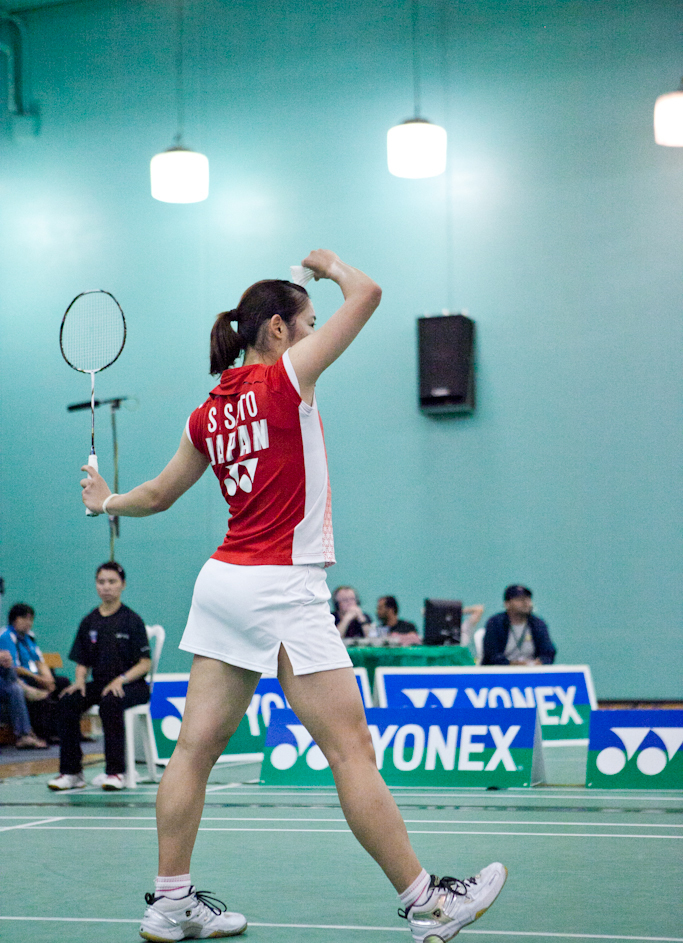
Vận động viên Nhật Bản Sayaka Sato chuẩn bị cho cú giao cầu forehand.

Lựa chọn động tác phụ thuộc vào khoảng cách của cầu lông với lưới, liệu cầu lông có cao hơn mặt lưới hay không, và vị trí hiện tại của đối thủ. Người chơi có nhiều lựa chọn tấn công tốt hơn nếu họ có thể đánh cầu lông ở vị trí cao hơn mặt lưới, đặc biệt nếu cầu lông gần lưới.
Ở khu vực gần lưới, cầu lông ở vị trí cao sẽ gặp cú net kill, đánh mạnh xuống để kết thúc pha cầu ngay lập tức. Vì vậy, trong tình huống này, tốt nhất là thả cầu lông chỉ vừa qua lưới.
Ở giữa sân, cầu lông ở vị trí cao thường gặp cú smash mạnh, đánh xuống với hy vọng có điểm ngay hoặc khiến đối thủ phản công yếu. Cú jump smash, nơi người chơi nhảy lên để có góc smash dốc hơn, là một yếu tố phổ biến và ấn tượng trong các trận đấu đôi nam đỉnh cao.
Ở cuối sân, người chơi cố gắng đánh cầu lông khi nó vẫn còn trên cao, thay vì để nó rơi thấp hơn. Động tác overhead này cho phép họ thực hiện các cú smash, cú clear (đánh cầu lông cao và ra sau sân đối thủ), và cú drop shot (đánh nhẹ để cầu lông rơi nhanh vào khu vực gần lưới đối thủ). Nếu cầu lông đã rơi thấp, cú smash sẽ khó thực hiện và cú clear cao, dài toàn sân cũng trở nên khó khăn.

### Vị trí cầu lông theo chiều dọc
Khi cầu lông thấp hơn mặt lưới, người chơi phải đánh cầu lên. Cú đánh lift, khi cầu lông bay lên cao về phía sau sân đối thủ, có thể thực hiện từ mọi vị trí trên sân. Nếu không thực hiện cú lift, người chơi chỉ có thể đẩy nhẹ cầu lông trở lại lưới: ở khu vực gần lưới, động tác này gọi là net shot; ở giữa sân hoặc cuối sân, thường gọi là push hoặc block.
Khi cầu lông ở gần mặt lưới, người chơi có thể thực hiện cú drive, khi cầu bay ngang và nhanh qua lưới vào giữa sân hoặc cuối sân đối thủ. Cú đẩy cũng có thể thực hiện bằng cách đánh ngang, đưa cầu vào khu vực giữa sân phía trước. Cú drive và cú đẩy thường thực hiện từ giữa sân hoặc gần lưới, và thường dùng trong đánh đôi. Đây là nỗ lực giành lại thế tấn công, thay vì nâng cầu lên và phòng thủ trước các cú smash. Sau một cú drive hoặc cú đẩy thành công, đối thủ thường phải nâng cầu lên.

### Kỹ thuật xoáy
Trong cầu lông, quả cầu có thể tạo xoáy để thay đổi độ nảy (ví dụ, topspin và backspin) hoặc quỹ đạo, và người chơi có thể đánh xéo quả cầu (đánh bằng mặt vợt nghiêng) để tạo ra xoáy. Cầu lông không nảy, nhưng kỹ thuật đánh xéo cầu lông vẫn có ứng dụng trong cầu lông. (Xem các động tác cơ bản để hiểu thêm về các thuật ngữ kỹ thuật.)
- Đánh xéo cầu lông từ bên có thể làm cầu bay theo hướng khác với chuyển động của vợt hoặc cơ thể người chơi, giúp đánh lừa đối thủ.
- Đánh xéo cầu lông từ bên có thể làm cầu đi theo đường cong nhẹ (nhìn từ trên xuống), và lực xoáy khiến các động tác đánh xéo giảm tốc độ đột ngột hơn khi gần kết thúc quỹ đạo bay. Điều này tạo ra các cú đánh nhỏ và các cú smash giảm nhanh hơn sau khi qua lưới.
- Khi thực hiện cú đánh gần lưới, đánh xéo dưới cầu lông có thể làm nó lật vài lần khi qua lưới. Điều này gọi là cú spinning net shot hoặc tumbling net shot. Đối thủ sẽ không muốn đón cầu cho đến khi nó ổn định.

Do cách các lông vũ của cầu lông chồng lên nhau, cầu lông cũng có một chút xoáy tự nhiên quanh trục đối xứng của nó. Xoáy này theo chiều ngược kim đồng hồ khi nhìn từ trên xuống khi thả cầu lông. Xoáy tự nhiên này ảnh hưởng đến một số động tác: cú tumbling net shot hiệu quả hơn nếu đánh xéo từ phải sang trái, thay vì từ trái sang phải.

### Sinh cơ học
Sinh cơ học trong cầu lông chưa được nghiên cứu khoa học rộng rãi, nhưng một số nghiên cứu xác nhận vai trò nhỏ của cổ tay trong việc tạo lực và chỉ ra rằng lực chính đến từ xoay trong và xoay ngoài của cánh tay trên và cánh tay dưới. Các hướng dẫn gần đây về môn thể thao này nhấn mạnh xoay cẳng tay hơn là chuyển động cổ tay.
Lông vũ tạo ra lực cản lớn, khiến cầu lông giảm tốc độ đáng kể khi bay. Cầu lông cũng rất ổn định về mặt khí động học: dù hướng ban đầu như thế nào, nó sẽ xoay để bay đầu nút bấc đi trước và giữ nguyên hướng này. Vì lực cản này, cần phải dùng lực mạnh để đánh cầu bay hết chiều dài sân, điều này không phổ biến trong hầu hết các môn thể thao dùng vợt. Lực cản cũng ảnh hưởng đến quỹ đạo bay của cầu khi đánh bổng (lob): đường bay của nó bị lệch mạnh, khiến cầu rơi xuống với góc dốc hơn so với khi bay lên. Với những cú giao cầu rất cao, cầu lông thậm chí có thể rơi thẳng đứng.

### Các yếu tố khác

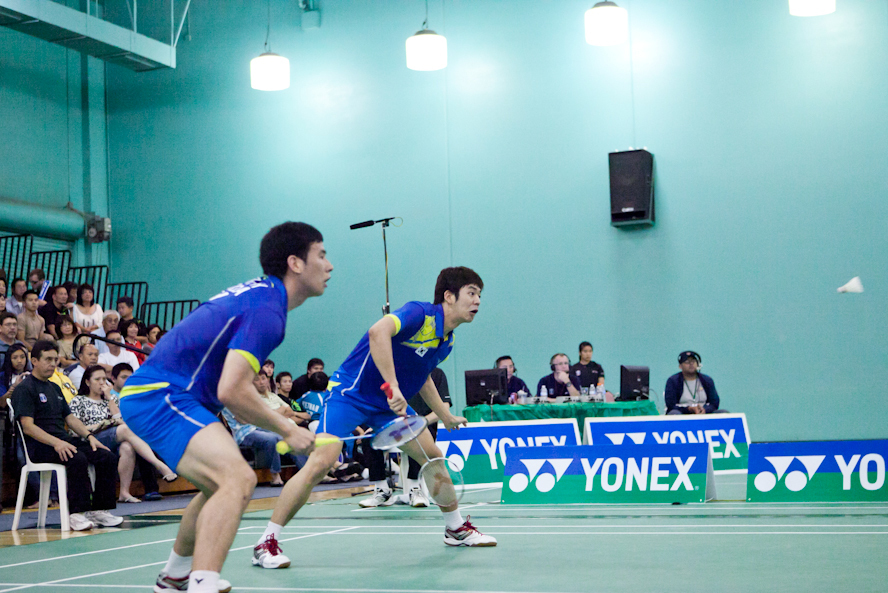
Các vận động viên Hàn Quốc Lee Yong-dae và Ko Sung-hyun phòng thủ trước một cú đập cầu.

Khi phòng thủ trước một cú đập cầu, người chơi có ba lựa chọn cơ bản: nâng cầu, chặn cầu, hoặc đánh ngang. Trong đánh đơn, chặn cầu ngay lưới là phản ứng phổ biến nhất. Trong đánh đôi, nâng cầu là lựa chọn an toàn nhất nhưng thường cho phép đối thủ tiếp tục đập cầu; chặn cầu và đánh ngang là các cú phản công nhưng có thể bị đồng đội của người đập cầu bắt kịp. Nhiều người chơi sử dụng động tác đánh backhand để trả lại các cú đập cầu ở cả hai bên forehand và backhand vì backhand hiệu quả hơn forehand trong việc đối phó với các cú đập cầu nhắm vào cơ thể. Các cú đánh mạnh nhắm vào cơ thể rất khó phòng thủ.

### Đánh lừa

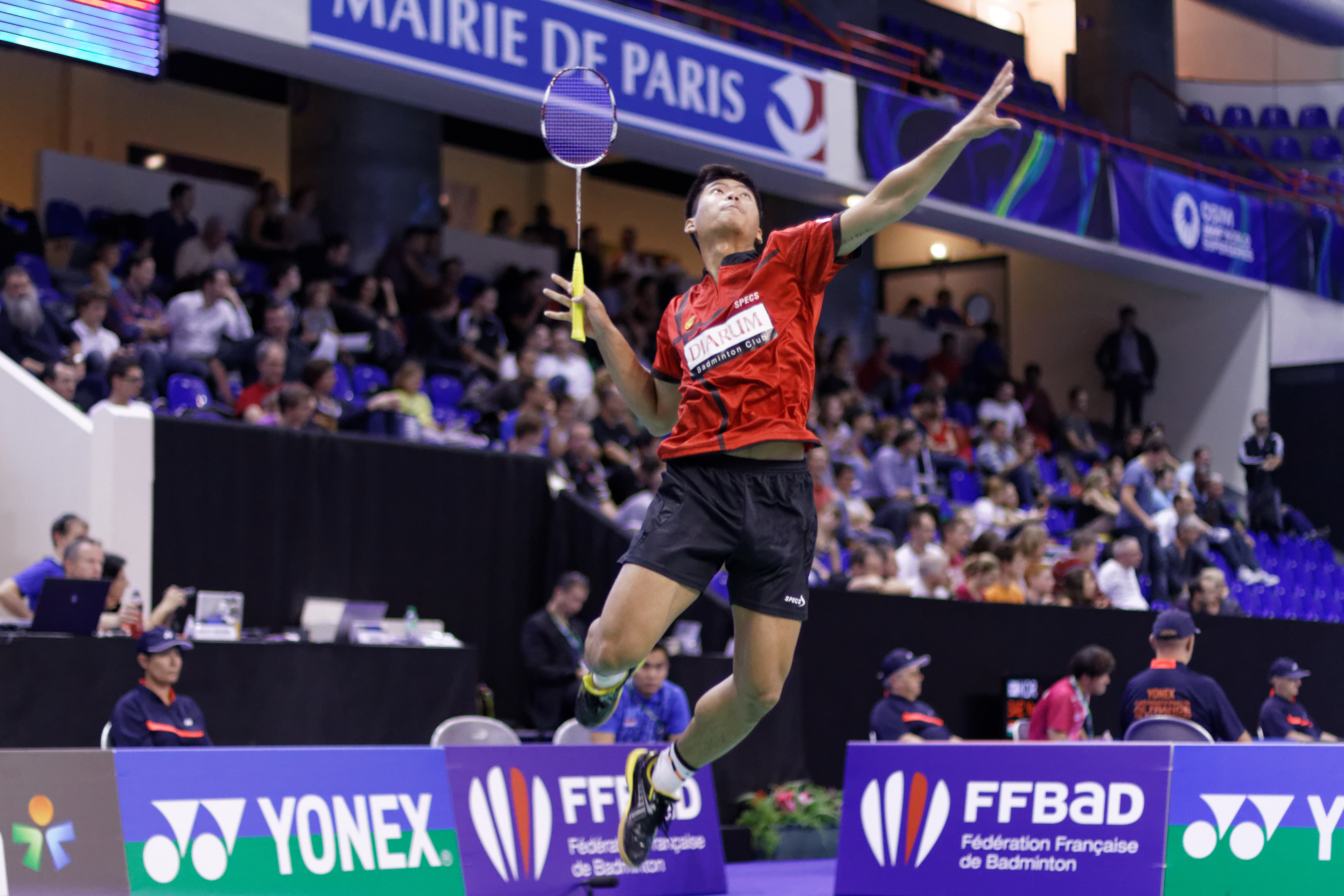
Vận động viên Indonesia Praveen Jordan cầm vợt lỏng trước khi đập cầu.

Khi người chơi đã thành thạo các động tác cơ bản, họ có thể đánh cầu từ và tới bất kỳ vị trí nào trên sân, mạnh mẽ hoặc nhẹ nhàng theo ý muốn. Tuy nhiên, ngoài các động tác cơ bản, cầu lông còn có nhiều kỹ thuật cao cấp, mang lại lợi thế cạnh tranh. Vì người chơi cầu lông phải di chuyển nhanh trong một quãng đường ngắn, nhiều cú đánh cao cấp nhằm đánh lừa đối thủ, khiến họ tưởng rằng một cú đánh khác đang thực hiện hoặc buộc họ phải chậm lại cho đến khi thấy rõ hướng đi của cầu. "Đánh lừa" trong cầu lông thường sử dụng theo cả hai nghĩa này. Khi đối thủ bị lừa, họ thường mất điểm ngay lập tức vì không kịp thay đổi hướng để đón cầu. Những người chơi kinh nghiệm sẽ nhận biết được mẹo và cẩn thận không di chuyển quá sớm, nhưng cố gắng đánh lừa vẫn có ích vì buộc đối thủ phải chậm lại một chút. Đối với những người chơi yếu hơn, khi các cú đánh dễ đoán, người chơi kinh nghiệm có thể di chuyển trước khi cầu đánh ra, dự đoán cú đánh để giành lợi thế.
Kỹ thuật "slicing" và sử dụng "động tác đánh ngắn" là hai phương pháp chính để tạo ra sự đánh lừa. Slicing là đánh cầu với mặt vợt nghiêng, khiến cầu bay theo hướng khác so với chuyển động của cơ thể hoặc cánh tay. Slicing cũng khiến cầu bay chậm hơn so với chuyển động của cánh tay. Ví dụ, một cú "sliced drop shot" chéo sân tốt sẽ dùng động tác đánh gợi ý rằng sẽ thực hiện cú clear thẳng hoặc cú smash, làm đối thủ hiểu sai cả về sức mạnh và hướng đi của cầu.
Kỹ thuật slicing tinh vi hơn bao gồm việc chải mặt vợt xung quanh cầu khi đánh, để làm cầu xoáy. Điều này có thể cải thiện quỹ đạo của cầu, khiến nó rơi nhanh hơn khi qua lưới; ví dụ, một cú giao cầu thấp có slicing có thể bay nhanh hơn một cú giao cầu thấp thông thường, nhưng vẫn rơi vào cùng một điểm. Làm xoáy cầu cũng giúp tạo ra các cú đánh gần lưới xoáy (còn gọi là "tumbling net shots"), trong đó cầu xoay vòng nhiều lần trước khi ổn định; đôi khi cầu vẫn giữ nguyên trạng thái lộn ngược thay vì xoay vòng. Lợi thế chính của cú đánh gần lưới xoáy là đối thủ sẽ chần chừ không đánh cầu cho đến khi nó ngừng xoay, vì đánh vào lông vũ sẽ dẫn đến cú đánh khó kiểm soát. Các cú đánh gần lưới xoáy đặc biệt quan trọng đối với các tay vợt đơn đẳng cấp cao.
Vợt hiện đại nhẹ cho phép người chơi sử dụng động tác đánh ngắn cho nhiều cú đánh, giữ tùy chọn đánh mạnh hoặc nhẹ đến phút cuối cùng. Ví dụ, một tay vợt đơn có thể chuẩn bị cho cú đánh gần lưới, nhưng khi thấy đối thủ di chuyển trước, họ sẽ đánh cầu về phía sau bằng cú nâng cầu nhẹ. Cú nâng cầu nhẹ mất ít thời gian để chạm đất và như đã đề cập, một pha cầu kết thúc khi cầu chạm đất. Điều này làm cho đối thủ khó khăn hơn trong việc bao quát toàn bộ sân, so với khi cú nâng cầu cao và có động tác đánh lớn, dễ thấy. Động tác đánh ngắn không chỉ hữu ích để đánh lừa mà còn cho phép người chơi đánh mạnh khi không có thời gian để vung tay lớn. Trong cầu lông, vung tay lớn thường không được khuyến khích vì nó làm khó khăn hơn trong việc phục hồi để đánh cú tiếp theo trong các pha trao đổi nhanh. Kỹ thuật siết chặt tay cầm đóng vai trò quan trọng trong các kỹ thuật này và thường được mô tả là "sức mạnh ngón tay". Các tay vợt đẳng cấp phát triển sức mạnh ngón tay đến mức họ có thể đánh một số cú mạnh, như cú đập cầu gần lưới, với động tác vung vợt chưa đến 10 cm.
Cũng có thể đảo ngược cách đánh lừa này bằng cách gợi ý một cú đánh mạnh trước khi chậm lại để thực hiện cú đánh nhẹ. Kiểu đánh lừa này phổ biến hơn ở cuối sân (ví dụ, các cú thả cầu ngụy trang thành các cú đập cầu), trong khi kiểu đánh lừa trước phổ biến hơn ở khu vực gần lưới và giữa sân (ví dụ, nâng cầu ngụy trang thành các cú đánh gần lưới).
Đánh lừa không chỉ giới hạn ở kỹ thuật slicing và động tác đánh ngắn. Người chơi cũng có thể sử dụng "động tác kép", thực hiện chuyển động vợt ban đầu theo một hướng trước khi đổi hướng để đánh cầu theo hướng khác. Người chơi thường làm điều này để khiến đối thủ di chuyển sai hướng. Chuyển động vợt thường gợi ý một cú đánh thẳng nhưng sau đó lại đánh chéo sân, hoặc ngược lại. "Động tác ba" cũng có thể thực hiện, nhưng rất hiếm khi xuất hiện trong thực tế. Một phương án thay thế cho động tác kép là sử dụng "giả động đầu vợt", khi chuyển động ban đầu tiếp tục nhưng vợt xoay trong quá trình đánh. Điều này tạo ra thay đổi nhỏ hơn về hướng nhưng không cần nhiều thời gian.

## Chiến thuật
Để chiến thắng trong cầu lông, người chơi cần sử dụng nhiều cú đánh khác nhau vào đúng tình huống. Các cú đánh này bao gồm từ những cú đập mạnh khi nhảy lên đến những cú trả cầu nhẹ nhàng gần lưới. Thường thì các pha cầu kết thúc bằng cú đập, nhưng để chuẩn bị cho cú đập cần những động tác tinh tế hơn. Ví dụ, một cú đánh gần lưới có thể buộc đối thủ nâng cầu lên, tạo cơ hội cho cú đập. Nếu cú đánh gần lưới chặt và xoáy, thì cú nâng cầu của đối thủ sẽ không thể ra sau sân, làm cho cú đập tiếp theo khó trả hơn nhiều.
Đánh lừa cũng rất quan trọng. Người chơi giỏi chuẩn bị nhiều cú đánh khác nhau nhưng trông giống nhau và sử dụng kỹ thuật slicing để đánh lừa đối thủ về tốc độ hoặc hướng đi của cú đánh. Nếu đối thủ cố gắng đoán trước cú đánh, họ có thể di chuyển sai hướng và không thể thay đổi hướng di chuyển kịp thời để đón cầu.

### Đánh đơn
Vì chỉ có một người phải bao quát toàn bộ sân, chiến thuật đánh đơn tập trung vào việc buộc đối thủ di chuyển nhiều nhất có thể; điều này có nghĩa là các cú đánh trong đánh đơn thường nhắm vào các góc sân. Người chơi tận dụng chiều dài sân bằng cách kết hợp các cú nâng cầu và đánh xa với các cú thả cầu và đánh gần lưới. Cú đập thường ít nổi bật hơn trong đánh đơn so với đánh đôi vì người đập không có đồng đội để tiếp tục tấn công và dễ bị phản công bởi một cú trả cầu khéo léo. Hơn nữa, đập cầu liên tục có thể gây mệt mỏi trong đánh đơn, nơi việc tiết kiệm năng lượng là rất quan trọng. Tuy nhiên, những người chơi có cú đập mạnh thỉnh thoảng sử dụng cú đập để tạo ra cơ hội, và người chơi thường đập những cú trả cầu yếu để cố gắng kết thúc pha cầu.
Trong đánh đơn, người chơi thường bắt đầu pha cầu bằng cú giao cầu cao forehand hoặc cú giao cầu bật. Cú giao cầu thấp cũng thường được sử dụng, cả forehand lẫn backhand. Cú giao cầu ngang rất hiếm khi dùng.
Ở trình độ cao, đánh đơn đòi hỏi thể lực tuyệt vời. Đánh đơn là trò chơi của sự kiên nhẫn và di chuyển vị trí, khác với lối chơi tấn công mạnh mẽ của đánh đôi.

### Đánh đôi

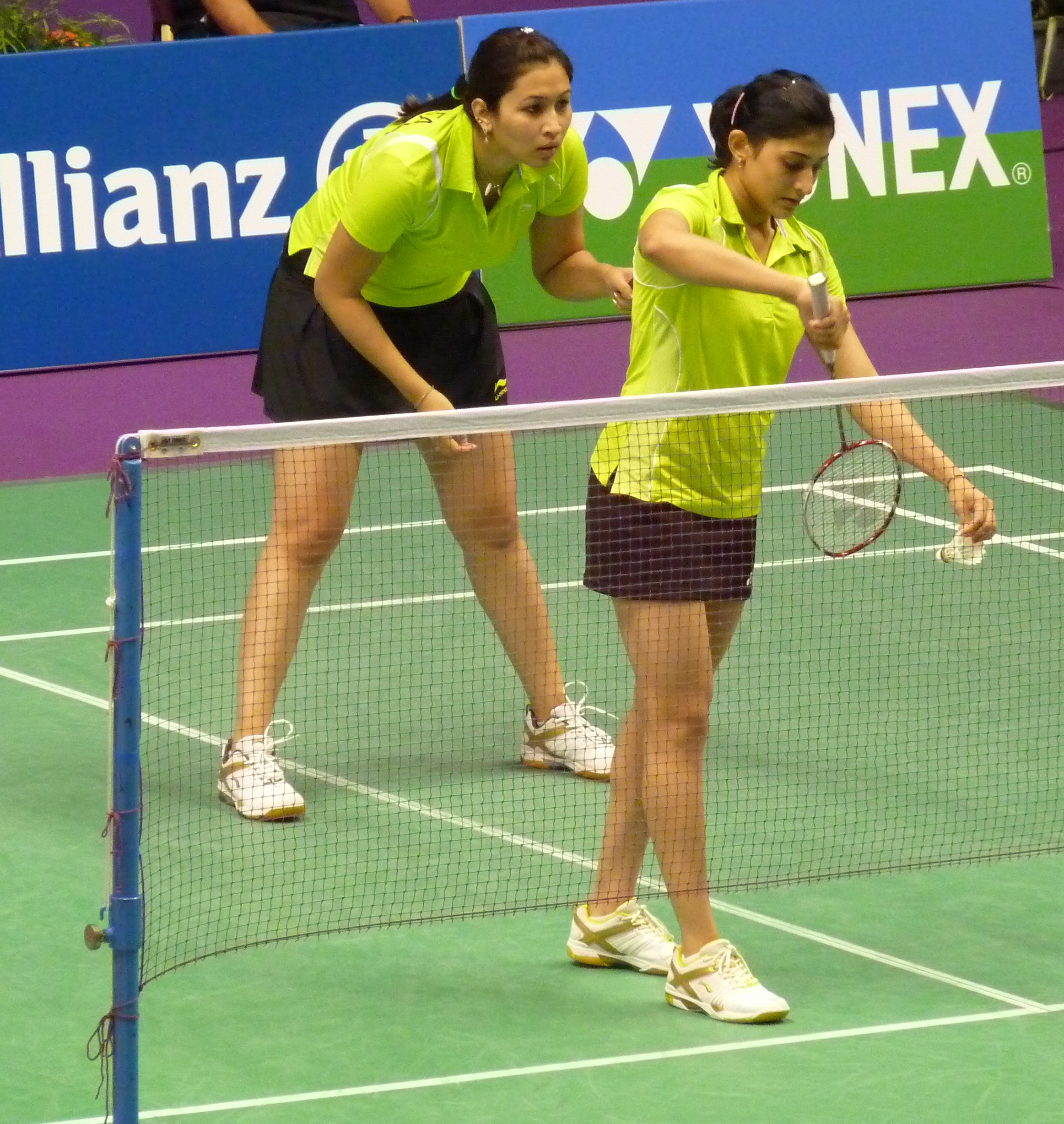
Các vận động viên nữ Ấn Độ Ashwini Ponnappa và Jwala Gutta tại 2010 BWF World Championships.

Cả hai đội sẽ cố gắng giành và duy trì thế tấn công, đập cầu xuống khi có cơ hội. Khi có thể, một đội sẽ áp dụng đội hình tấn công lý tưởng với một người đánh cầu từ cuối sân và người còn lại ở giữa sân chặn các cú trả cầu trừ cú nâng cầu. Nếu người tấn công ở cuối sân thực hiện cú thả cầu, đồng đội sẽ di chuyển lên gần lưới để đe dọa cú trả cầu tại lưới. Khi không thể đập cầu xuống, họ sẽ sử dụng các cú đánh ngang để giành lại thế tấn công. Khi nâng hoặc đánh xa cầu, họ chuyển sang phòng thủ, đứng cạnh nhau ở giữa sân sau để bao quát toàn bộ chiều rộng sân trước các cú đập cầu của đối thủ. Trong đánh đôi, người chơi thường đập cầu vào khoảng trống giữa hai đối thủ để tận dụng sự lúng túng và va chạm.
Ở trình độ cao, cú giao cầu backhand trở nên phổ biến đến mức cú giao cầu forehand khá hiếm. Người chơi thường sử dụng cú giao cầu thấp thẳng để ngăn đối thủ giành thế tấn công ngay lập tức và sử dụng cú giao cầu bật để ngăn đối thủ đoán trước và tấn công cú giao cầu thấp.
Các pha cầu trong đánh đôi ở trình độ cao diễn ra rất nhanh. Đánh đôi nam là hình thức cầu lông tấn công mạnh mẽ nhất, với nhiều cú đập cầu nhảy mạnh mẽ và các pha trao đổi phản xạ rất nhanh. Vì vậy, sự quan tâm của khán giả đôi khi lớn hơn đối với đánh đôi nam so với đánh đơn.

### Đôi nam nữ

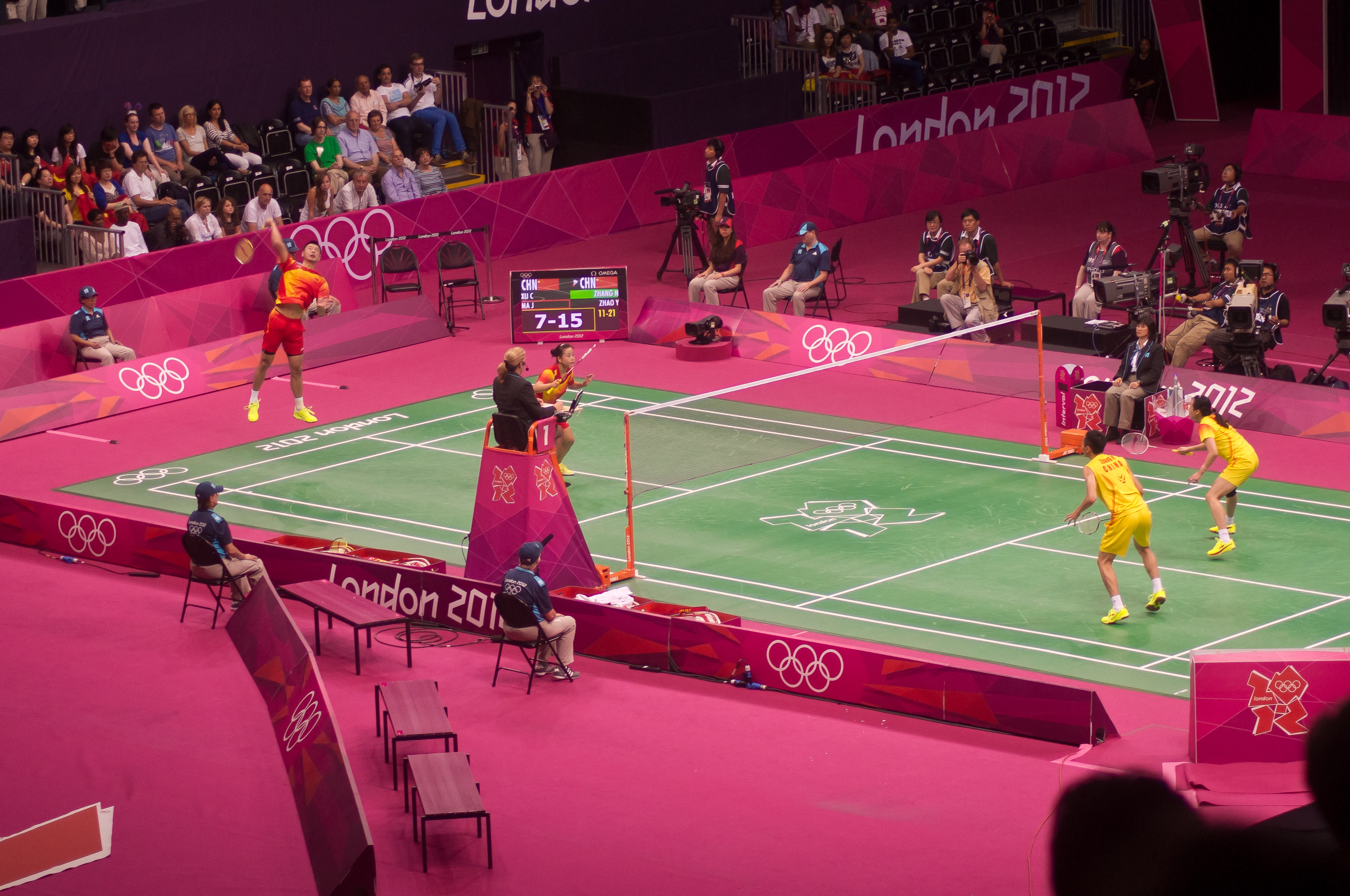
Trận chung kết đôi nam nữ tại Thế vận hội 2012 ở London.

Trong đánh đôi nam nữ, cả hai đội thường duy trì đội hình tấn công với nữ ở phía trước và nam ở phía sau. Nam thường mạnh hơn, có thể thực hiện các cú đập cầu mạnh mẽ hơn. Vì vậy, đôi nam nữ đòi hỏi sự nhạy bén trong chiến thuật và di chuyển vị trí khéo léo. Đối thủ thông minh sẽ cố gắng thay đổi vị trí này bằng cách buộc nữ di chuyển ra sau hoặc nam lên trước. Để tránh tình huống này, người chơi đôi nam nữ phải chọn cú đánh cẩn thận và có kế hoạch.
Ở trình độ cao, đội hình thi đấu thường linh hoạt hơn: các tay vợt nữ hàng đầu có thể đánh mạnh từ cuối sân và sẵn sàng làm điều đó khi cần. Tuy nhiên, khi có cơ hội, đôi nam nữ sẽ chuyển về vị trí tấn công tiêu chuẩn, với nữ ở phía trước và nam ở phía sau.

## Tổ chức

### Cơ quan quản lý
Liên đoàn Cầu lông Thế giới (BWF) là cơ quan quản lý quốc tế của môn cầu lông, chịu trách nhiệm điều hành các giải đấu và đảm bảo tính công bằng trong thi đấu. Năm liên đoàn khu vực trực thuộc BWF gồm:
- Châu Á: Liên đoàn Cầu lông Châu Á (BAC)
- Châu Phi: Liên đoàn Cầu lông Châu Phi (BCA)
- Châu Mỹ: Badminton Pan Am (Bắc Mỹ và Nam Mỹ thuộc cùng một liên đoàn; BPA)
- Châu Âu: Badminton Europe (BE)
- Châu Đại Dương: Badminton Oceania (BO)

### Các giải đấu

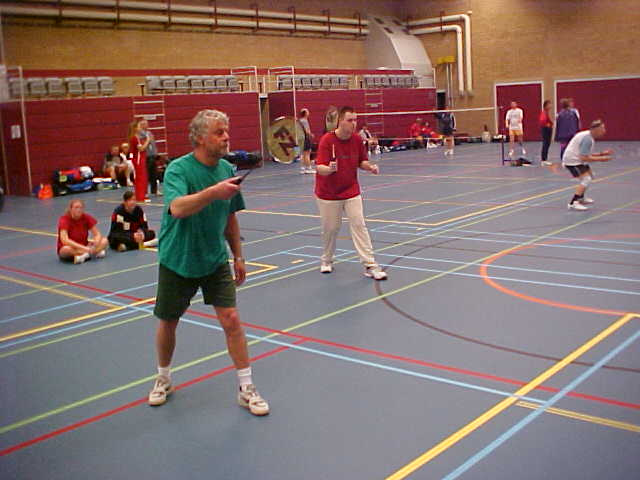
Một trận đấu đôi nam. Các đường màu xanh là vạch sân cầu lông. Các đường màu khác dùng cho các môn thể thao khác, thường thấy trong các nhà thi đấu đa năng.

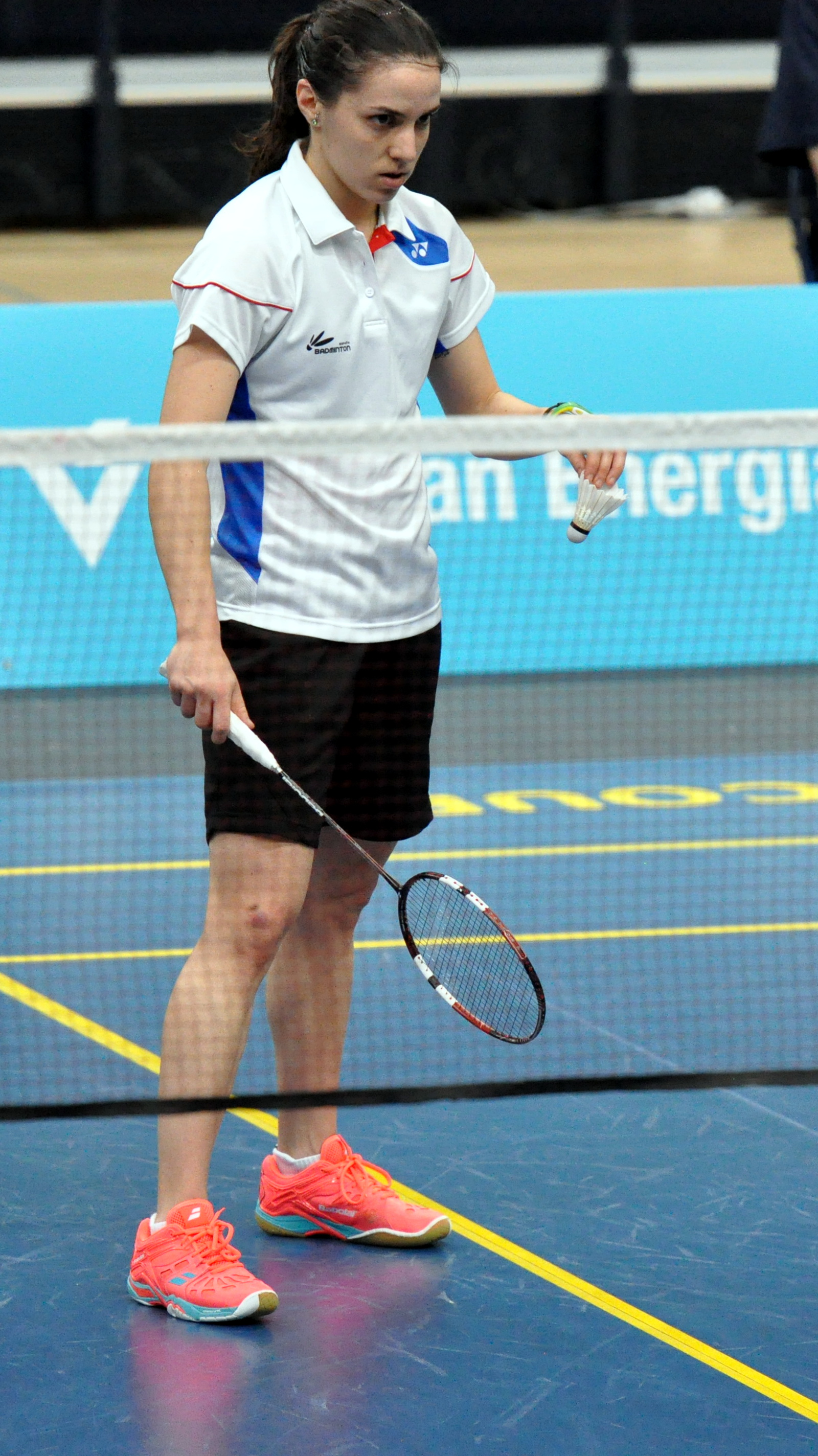
Tay vợt Tây Ban Nha Beatriz Corrales tại Giải vô địch cầu lông mở rộng Phần Lan 2015 ở Vantaa, Phần Lan.

BWF tổ chức nhiều giải đấu quốc tế, bao gồm Thomas Cup, giải đấu đội nam quốc tế hàng đầu tổ chức lần đầu vào năm 1948–1949, và Uber Cup, giải đấu tương đương cho nữ, tổ chức lần đầu vào năm 1956–1957. Các giải đấu này hiện diễn ra hai năm một lần. Hơn 50 đội tuyển quốc gia thi đấu ở các giải vòng loại trong các liên đoàn khu vực để giành vé vào vòng chung kết. Giải đấu cuối cùng có sự tham gia của 12 đội, sau khi tăng từ tám đội vào năm 2004. Số lượng đội tăng lên 16 đội vào năm 2012.
Cúp Sudirman, một giải đấu đội tuyển quốc tế nam nữ hỗn hợp, diễn ra hai năm một lần, bắt đầu từ năm 1989. Các đội được chia thành bảy hạng dựa trên thành tích của mỗi quốc gia. Để giành chiến thắng trong giải đấu, một quốc gia phải thể hiện tốt ở cả năm nội dung (đôi nam, đơn nam, đôi nữ, đơn nữ và đôi nam nữ). Giống như bóng đá, giải đấu có hệ thống thăng hạng và xuống hạng ở mỗi hạng. Tuy nhiên, hệ thống này đã sử dụng lần cuối vào năm 2009 và các đội tham gia hiện tại sẽ được xếp theo bảng xếp hạng thế giới.
Cầu lông là môn thi đấu trình diễn tại Thế vận hội Mùa hè 1972 và 1988. Nó trở thành môn thể thao chính thức tại Thế vận hội Mùa hè ở Barcelona năm 1992, và huy chương vàng tại đây thường được coi là giải thưởng danh giá nhất cho các vận động viên cầu lông cá nhân.
Trong Giải vô địch Thế giới BWF, tổ chức lần đầu vào năm 1977, hiện chỉ có 64 tay vợt xếp hạng cao nhất thế giới và tối đa bốn tay vợt từ mỗi quốc gia có thể tham gia ở bất kỳ hạng mục nào. Vì vậy, đây không phải là một giải đấu "mở". Trong cả Giải vô địch Thế giới BWF và Thế vận hội, giới hạn số lượng vận động viên từ mỗi quốc gia đã gây ra một số tranh cãi, vì điều này loại bỏ một số tay vợt đẳng cấp thế giới từ các quốc gia mạnh về cầu lông. Thomas Cup, Uber Cup, Sudirman Cup, Thế vận hội và Giải vô địch Thế giới BWF (cũng như Giải vô địch Thế giới Trẻ BWF) đều được xếp vào loại giải đấu cấp một.
Vào đầu năm 2007, BWF đã giới thiệu cấu trúc giải đấu mới cho các giải đấu hàng đầu, ngoài các giải cấp một: BWF Super Series. Loạt giải đấu "cấp hai" này là sân chơi cho các tay vợt hàng đầu thế giới, tổ chức 12 giải đấu mở trên toàn cầu với 32 tay vợt (một nửa so với trước đây). Các tay vợt tích lũy điểm để xác định xem họ có đủ điều kiện tham gia vào vòng chung kết Super Series tổ chức vào cuối năm hay không. Trong số các giải đấu này có giải All-England Championships danh tiếng, tổ chức lần đầu vào năm 1900, từng được coi là giải vô địch thế giới không chính thức của môn cầu lông.
Các giải đấu cấp ba bao gồm các sự kiện Grand Prix Gold và Grand Prix. Các tay vợt hàng đầu tích lũy điểm xếp hạng thế giới để có thể tham gia các giải đấu mở BWF Super Series. Các giải đấu này bao gồm các giải khu vực ở châu Á (Giải vô địch Cầu lông Châu Á) và châu Âu (Giải vô địch Cầu lông Châu Âu), nơi sản sinh những tay vợt xuất sắc nhất thế giới, cũng như Giải vô địch Cầu lông Pan America.
Các giải đấu cấp bốn, như International Challenge, International Series và Future Series, tạo điều kiện cho các tay vợt trẻ tham gia vợt cầu lông shop.

## So sánh với quần vợt
Cầu lông thường so sánh với quần vợt do có nhiều điểm tương đồng. Dưới đây là danh sách những điểm khác biệt chính:
- Điểm số: Trong cầu lông, một trận đấu diễn ra theo thể thức thắng 2 trong 3 ván, mỗi ván chơi đến 21 điểm. Trong quần vợt, một trận đấu diễn ra theo thể thức thắng 3 hoặc 5 set, mỗi set gồm 6 game và mỗi game kết thúc khi một người chơi thắng 4 điểm hoặc thắng hai điểm liên tiếp khi điểm số đang hòa. Nếu cả hai đội cùng đạt điểm "game point", họ phải chơi đến khi một đội đạt ưu thế hai điểm. Tuy nhiên, tại 29-29, ai ghi điểm vàng sẽ thắng. Trong quần vợt, nếu điểm số trong một set là 6-6, một tiebreaker sẽ diễn ra và kết thúc khi một người chơi đạt 7 điểm hoặc có ưu thế hai điểm.
- Trong quần vợt, bóng có thể nảy một lần trước khi điểm số kết thúc; trong cầu lông, pha cầu kết thúc khi quả cầu chạm sàn.
- Trong quần vợt, giao bóng chiếm ưu thế lớn đến mức người giao bóng thường thắng phần lớn các game giao bóng; một "break" của giao bóng, khi người giao bóng thua game, rất quan trọng trong một trận đấu. Trong cầu lông, người giao cầu có ít ưu thế hơn nhiều và khó ghi điểm ace (giao cầu không trả lại).
- Trong quần vợt, người giao bóng có hai lần thử để đánh bóng vào ô giao bóng; trong cầu lông, người giao cầu chỉ có một lần thử.
- Sân quần vợt dài và rộng gấp đôi so với sân cầu lông.
- Vợt quần vợt nặng hơn vợt cầu lông khoảng bốn lần, 10 đến 12 ounce (280 đến 340 gram) so với 2 đến 3 ounce (70 đến 100 gram).[18] Bóng quần vợt nặng hơn cầu lông hơn mười một lần, 57 gram so với 5 gram.[19][20]
- Cú đánh nhanh nhất trong quần vợt là cú giao bóng 163,4 mph (263 km/h) của Samuel Groth,[21] trong khi cú đánh nhanh nhất trong cầu lông là cú smash 264,7 km/h của Mads Pieler Kolding tại một trận đấu Badminton Premier League.[22]

Các thống kê như tốc độ smash trên đây thường khiến những người đam mê cầu lông đưa ra so sánh gây tranh cãi. Ví dụ, người ta thường nói rằng cầu lông là môn thể thao dùng vợt nhanh nhất. Mặc dù cầu lông giữ kỷ lục về tốc độ ban đầu nhanh nhất trong các môn thể thao dùng vợt, quả cầu cầu lông giảm tốc độ nhanh hơn nhiều so với các loại quả khác như bóng quần vợt. Thêm vào đó, cần xem xét khoảng cách mà quả cầu bay: một cú smash cầu lông bay khoảng cách ngắn hơn so với một cú giao bóng quần vợt.
Người hâm mộ cầu lông và quần vợt thường tranh luận rằng môn thể thao của họ đòi hỏi thể lực nhiều hơn, nhưng việc so sánh này khó khách quan vì yêu cầu của mỗi môn khác nhau. Hiện tại, chưa có nghiên cứu chính thức nào đánh giá tình trạng thể lực của các vận động viên hoặc yêu cầu thể lực trong lúc thi đấu.
Kỹ thuật cầu lông và quần vợt khác nhau đáng kể. Độ nhẹ của quả cầu và vợt cầu lông cho phép người chơi sử dụng cổ tay và ngón tay nhiều hơn so với quần vợt; trong quần vợt, cổ tay thường giữ ổn định và chơi với cổ tay linh hoạt có thể dẫn đến chấn thương. Vì vậy, người chơi cầu lông có thể tạo ra sức mạnh từ cú vung vợt ngắn: với một số cú đánh như đập cầu gần lưới, cú vung vợt của người chơi đẳng cấp có thể ngắn hơn 5 cm. Với những cú đánh cần sức mạnh lớn hơn, cú vung vợt dài hơn thường được sử dụng, nhưng cú vung vợt cầu lông hiếm khi dài như cú vung vợt quần vợt thông thường.